# کوسه شاخدار
کوسه شاخدار (نام علمی: Heterodontus francisci) نام یک گونه از سرده کوسه‌های شاخدار است.